# ترنووانی (ناحیه لیتومیریتسه)
ترنووانی (به چکی: Trnovany) یک منطقهٔ مسکونی در جمهوری چک است که در ناحیه لیتومیریتسه واقع شده‌است. ترنووانی ۳٫۰۴ کیلومتر مربع مساحت و ۳۱۲ نفر جمعیت دارد و ۲۱۲ متر بالاتر از سطح دریا واقع شده‌است.